# Accha (Perú)
Accha o Accha Sihuina es un centro poblado capital del Distrito de Accha, Provincia de Paruro, en el Departamento de Cusco, bajo la administración del Gobierno regional de Cuzco, Perú.
Se encuentra a una altitud de 3596 m s. n. m. contando con una población aproximada de 4000 habitantes.

## Etimología
El nombre Accha proviene del vocablo quechua Q'aqcha que hace referencia al sonido hecho por una piedra al ser lanzada. Asimismo, refiere a una tribu -de la época del incanato probablemente- que habitaba en el lugar. Los Q'aqchas habitaban en pequeñas chozas, incluso, quedan rastros de estas en la cima del cerro Sihuina. Además, esta tribu usaba la comunicación visual, por medio de humo, es decir, cuando se trataba de algún problema o algún otro motivo, ellos humeaban la punta del cerro dando a entender a otras tribus cercanas su malestar puesto que, esta se reflejaba a gran distancia.

## Geografía

### Clima
Es frío, con gran sequedad ambiental y precipitaciones estacionales de lluvia y granizo, especialmente en verano. La temperatura media anual varía entre 8 °C y 11 °C aproximadamente.

### Ubicación geográfica
El distrito de Accha está rodeado por distritos de la provincia de Paruro y Chumbivilcas:
- Norte: Colcha
- Oeste: Capacmarca
- Sur: Omacha
- Este: Pillpinto

## Autoridades
La población de Accha se encuentran regulado por las diversas leyes de la República del Perú, que establecen su forma de organización, lo relativo a la conformación de sus órganos administrativos.

### Concejo Municipal
- 2019 - 2022[2]
  - Alcalde: Marina Núñez Loaiza, de Fuerza Inka Amazónica.
  - Regidores:

  1. Marcelina Barrientos Curi (Fuerza Inka Amazónica)
  2. Beltrán Quispe Quispe (Fuerza Inka Amazónica)
  3. Yhoni Rozas Álvarez (Fuerza Inka Amazónica)
  4. Heber Dueñas Rosales (Fuerza Inka Amazónica)
  5. Clinton Sumarriva Loayza (El Frente Amplio por Justicia, Vida y Libertad)

### Comunidad Sihuina
- Presidente de la comunidad:
- Presidente de la base Anansaya:
- Presidente de la base Urinsaya:
- Presidente de la base Santa Ana:

### Policial
- Comisario:

### Gobernatura
- Gobernador:

## Historia

### Época Precolombina
La zona fue dominada por la tribu de los Q'aqcha, que pertenecía a la confederación de los Quechuas o Qheswakuna quienes tuvieron el idioma y la organización social dejado por los Wari, al reino de los Chelqe.
El posible evento que marcó la historia de la tribu fue la defensa ante los Ch'umpiwillka, ganándose el nombre de "Q'aqcha" que significa el que hace retroceder o espantar.
En la época incaica Accha era el lugar de paso a hacia el Contisuyo.

### Época colonial
La corona española se enfocó en la catequización de los indígenas; las congregaciones fundadas por los misioneros reales en el Nuevo Mundo fueron llamadas «doctrinas de indios» o simplemente «doctrinas». Originalmente, los frailes tenían únicamente una misión temporal: enseñarle la fe católica a los indígenas, para luego dar paso a parroquias seculares como las establecidas en España; con este fin, los frailes debían haber enseñado los evangelios y el idioma español a los nativos. Ya cuando los indígenas estuvieran catequizados y hablaran español, podrían empezar a vivir en parroquias y a contribuir con el diezmo, como hacían los peninsulares.
Accha en el virreinato cumplió con la función de proveer bayeta a la región.

### Época Republicana
El Decreto del 21 de junio de 1825 reconoce a Accha como uno de los distrito de la provincia de Paruro, región Cusco, junto a sus cuatro comunidades: Parco, Pfocorhuay, Pillpinto y Taucabamba.

## Economía
Es uno de los distritos más pujantes de la provincia de Paruro, zona productora de bienes agrícolas ecológicos de alta calidad, declarado como la capital ganadera de la provincia de Paruro.
En el recorrido de su territorio, podemos encontrar rica producción de maíz, y el primer productor de trigo de alta calidad de la provincia, hallamos cebada, por su puesto la papa en sus diversas variedades, habas, arveja, quinua, zapallo, zapalillo, calabaza, zapallillo andino y toda clase de hortalizas, cabe señalar que en las riberas del río Velille podemos encontrar frutas desde plátano, naranja, palta, manzana que también se produce en la misma capital de distrito, peras, ciruelos, tumbo, níspero, granadilla, capulí, tuna, y otros; dentro de la actividad ganadera encontramos con mayor frecuencia la crianza de vacas criollas, Brown Swiss, Holstein; también encontramos ovejas, caballos, chanchos, etc.

## Idioma
Los accheños tienen como lengua el quechua cusqueño y castellano. 

## Costumbres y tradiciones

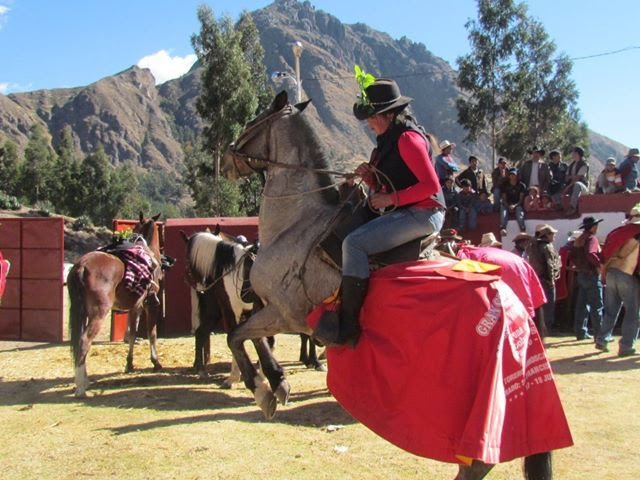
Afición accheña en la festividad de la Virgen del Carmen.

### Festividades
- El Distrito de Accha tiene como patrona principal a la Virgen del Carmen. Siendo ella centro de su principal fervor católico. Su día principal es el 16 de julio, día en el cual se realiza la célebre misa y posterior procesión en la plaza mayor del distrito. De igual forma, al día siguiente, se lleva a cabo la bendición. Posteriormente a estos hechos religiosos, en los días siguientes, se empiezan las actividades costumbristas como: la riña de gallos desarrollada en el coliseo de gallos. Asimismo, la gran corrida de toros realizada en el coso taurino y, por último, la carrera de caballos en la pista hípica del distrito.
- aniversario de fundación republicana 21 de noviembre; la que se celebra con desfiles de instituciones públicas y privadas del distrito.

### Traje Típico
Las ordenanzas virreinales tuvieron impacto en la transformación de las vestimentas de los originarios que pertenecían al Virreinato del Perú, desde ese momento la vestimenta fue a la usanza europea, con sombrero de lana, camisa, poncho y pantalones para los hombres y blusa, pollera, sombrero y manta para las mujeres, se dejó de usar el unkhu incaico para siempre.